# Liste des bourgmestres de Jette

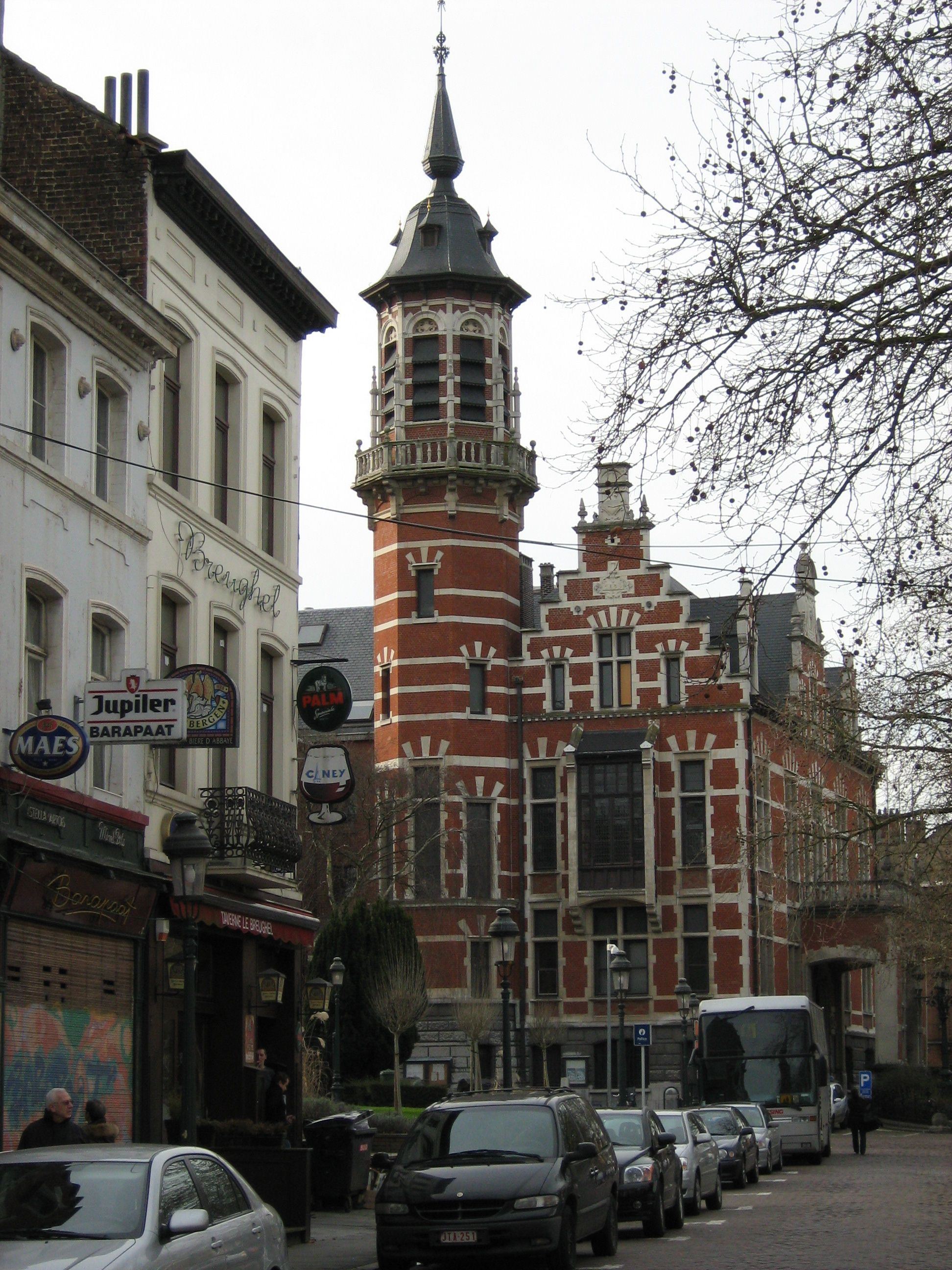
L'ancienne maison communale de Jette.

Ci-dessous, la liste des bourgmestres de Jette. Avant 1841, on donne le bourgmestre de la commune de Jette-Ganshoren. 
Après 1841, la séparation Jette et Ganshoren est opérée.

## Liste

### Maire de Jette-Ganshoren
- 1773 - 1791: Dupré Pierre Joseph[2]
- 1797 - 1812 : Vandermeren P.[3]
- 1812 - 1831 : Nicolas Bonaventure[4]

### Bourgmestre de Jette-Ganshoren
- 1830 - 1836 : Henri Berré[3]
- 1836 - 1841 : Albert Antoine Van Swae[2],[3],[5],[6],

### Bourgmestre de Jette
- 1842 - 1848 : François Vandendriessche[2]
- 1848 - 1854 : Henri-Corneille Werrie[2],[3]
- 1854 - 1879 : François Haeck[2],[7]
- 1879 - 1882 : Daniël Nicolas Vanderborght[3]
- 1882 - 1885 : Henri Laneau[3]
- 1885 - 1895 : Adolphe Vandenschriek[3]
- 1895 - 1904 : Pierre Henri Timmermans[3]
- 1904 - 1909 : Edmond Tircher [8]
- 1909 - 1926 : Philippe Werrie[9] (Catholique)
- 1927 - 1940 : Gustave Van Huynegem[10] (Libéral)
- 1940 - 1953 : Jean Neybergh[11] (Catholique) : Mandat stoppé du 27 septembre 1942 à octobre 1944 en raison de l'occupation allemande et de l'instauration du "Grand Bruxelles" avec comme bourgmestre Jan Grauls
- 1953 - 1958 : Etienne Demunter[12] (Socialiste)
- 1959 - 1968 : Jacques Swartenbrouck (Libéral)
- 1969 - 1974 : Jean Neybergh (PSC puis UAB-UTB : Union pour l'Avenir de Bruxelles - Unie voor de toekomst van Brussel)
- 1974 - 1976 : Gilbert Doyen (PLP)[13]
- 1977 - 1999 : Jean-Louis Thys (PSC)[14]
- 2000 - 2022 : Hervé Doyen (CDH)[15]
- Depuis 2022 : Claire Vandevivere (Les Engagés)